# لويس دي بوفورت
لويس دي بوفورت (بالفرنسية: Louis de Beaufort)‏ هو مؤرخ فرنسي وهولندي، ولد في 6 أكتوبر 1703 في لاهاي في هولندا، وتوفي في 11 أغسطس 1795 في ماستريخت في هولندا.